# Acaciella goldmanii
Acaciella goldmanii är en ärtväxtart som beskrevs av Nathaniel Lord Britton och Joseph Nelson Rose. Acaciella goldmanii ingår i släktet Acaciella och familjen ärtväxter. Inga underarter finns listade i Catalogue of Life.